# Jerzy Zaniemojski
Jerzy Mikołaj Zaniemojski (ur. 15 stycznia 1929 w Piotrkowie Trybunalskim, zm. 5 maja 2014 w Szczecinie) – polski adwokat, w latach 1991–1993 zastępca członka Trybunału Stanu.

## Życiorys
Syn Borysa i Marty. Ukończył studia na Wydziale Prawno-Ekonomicznym Uniwersytetu Łódzkiego, przez kilka lat był też asystentem w Katedrze Statystyki Wyższej Szkoły Ekonomicznej w Łodzi. W 1961 uzyskał uprawnienia adwokata, był członkiem Zespołu Adwokackiego Nr 2 w Szczecinie oraz członkiem komisji dyscyplinarnej i zastępcą dziekana Okręgowej Rady Adwokackiej w Szczecinie. Autor artykułów w prasie specjalistycznej, w tym w „Palestrze”, dotyczących m.in. prawa cywilnego i spadkowego oraz etyki zawodowej. Prowadził zajęcia z aplikantami adwokackimi, należał do gremium redagującego Słownik Biograficzny Adwokatów Polskich. Należał do Zjednoczonego Stronnictwa Ludowego, w 1989 kandydował z jego ramienia do Senatu w okręgu szczecińskim (zajął 5 miejsce na 11 pretendentów). W III kadencji (1989–1991) był zastępcą członka Trybunału Stanu.
Miał córkę, także prawnika. Został pochowany 9 maja 2014 na cmentarzu Centralnym w Szczecinie.

## Odznaczenia
Odznaczony Krzyżem Komandorskim Orderu Odrodzenia Polski, Złotym Krzyżem Zasługi oraz odznaką „Adwokatura Zasłużonym”.